# Битва під Гайвороном
Битва під Гайвороном або Гайворонська битва (10 (20) жовтня 1668 — 11 (21) жовтня 1668) – епізод московсько-української війни 1668-1669. Союзне військо кримських татар і українських козаків під командуванням калги-султана Кирим-Ґерая та наказного гетьмана Григорія Дорошенка розгромило розвідувальний загін московської армії князя Григорія Ромодановського, яким керував його син Андрій. Московський командувач потрапив у полон, а союзники захопили великі трофеї за кілька днів до генеральної битви під Конотопом.

## Передісторія

### Московсько-українська війна
На початку 1668 року розпочалась московсько-українська війна на Лівобережній Україні, причиною якої стало обурення козацької старшини сепаратним Андрусівським миром між Московією та Річчю Посполитою. 9 (19) січня 1668 старшинська рада у Гадячі, скликана гетьманом Іваном Брюховецьким, постановила відмовитися від московської протекції та просити підтримки у султана Османської імперії та правобережного гетьмана Петра Дорошенка. Московським воєводам, що очолювали військові залоги у 15-ти містах Гетьманщини, був поставлений ультиматум («з їхнім військом виїхати з України: якщо по-доброму не вийдуть з України, тоді силою треба вигнати»). У лютому-березні 1668 гетьманські війська знищили або роззброїли 10 московських гарнізонів – у столиці Гадячі, а також – у Полтаві, Батурині, Сосниці, Глухові, Миргороді, Прилуках, Стародубі, Новгороді-Сіверському та Лубнах. Водночас, у Переяславі, Чернігові, Ніжині та Острі московитам вдалось організувати оборону у цитаделях міських фортець, козаки розпочали їхню облогу.
1 (11) березня 1668 цар Олексій Михайлович видав указ про мобілізацію помісного війська для «походу на черкас». Місцем збору головної армії – «Большого полку» – був визначений Бєльов, звідки московське військо виступило до Севська. Армію очолив князь П. Долгоруков (у квітні замінений на Г. Куракіна). Головні сили московитів мали деблокувати гарнізони у Ніжині та Чернігові, тим часом, «Бєлгородський полк» князя Г. Ромодановського мав захопити столицю Лівобережної Гетьманщини Гадяч, а «Смоленський» князя К. Щербатова – рухаючись з півночі зайняти Стародубщину, після чого йти на Київ. Усі ці плани зазнали краху завдяки стійкості козаків, що обороняли прикордонні фортеці, – Глухів, Котельву та Почеп.
На початку червня на Лівобережжя вступило військо правобережного гетьмана П. Дорошенка та кримськотатарського воєначальника Алша-мурзи. 8 (18) червня 1668 на Сербиному полі біля Диканьки з ними з’єдналися лівобережні полки. На спільній козацькій раді І. Брюховецького було вбито, а Дорошенка проголошено гетьманом обох сторін Дніпра. 10 (20) червня 1668 П. Дорошенко на чолі об’єднаного козацько-татарського війська зняв облогу з Котельви, 12 (22) червня 1668 він атакував армію князя Г. Ромодановського біля Хухри, проте московити змогли відступити до Охтирки. На початку липня всі три московські армії вторгнення були витіснені за межі Гетьманщини.

### Чернігівський похід Ромодановського
Проте за лічені дні ситуація кардинально змінилася. 3 (13) липня 1668 — 6 (16) липня 1668 кримськотатарські союзники козаків зазнали поразки від московитів під Севськом. Тим часом, війська Речі Посполитої перейшли у наступ на Правобережжі, обложивши у Кальнику гетьманського брата Григорія. 8 (18) липня 1668 Петро Дорошенко з основними силами переправляється на правий берег Дніпра, залишивши на Лівобережжі наказним гетьманом Дем’яна Ігнатовича, у розпорядженні якого були лише «сіверські» полки.

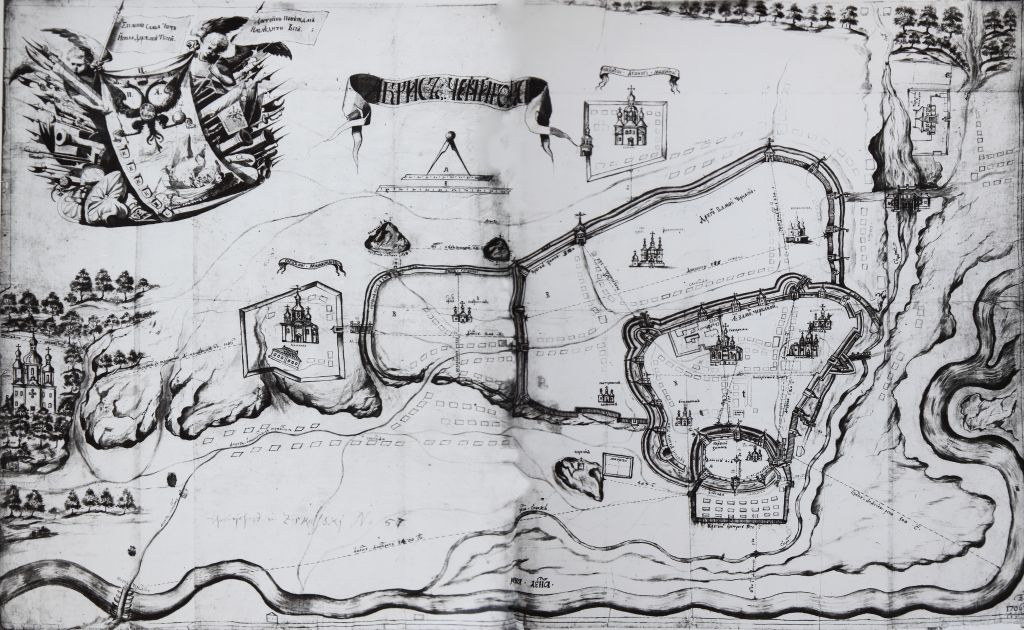
План Чернігова 1706 року з зображенням чотирьох фортець — цитаделі, Старого і Нового міст, і Третяка

Користуючись ослабленням ворога, московське командування готує вирішальний наступ проти Ігнатовича. Сили «Большого» і «Бєлгородського» полків об’єднують під керівництвом Григорія Ромодановського. 27 серпня (6 вересня) 1668 40-тисячна московська армія виступає з Путивля у напрямку Ніжина. 30 серпня (9 вересня) 1668 до неї приєднується син Г. Ромодановського князь Андрій Ромодановський на чолі двох рейтарських полків і сотень городових дворян. 4 (14) вересня 1668 московити захопили Ніжин. Місто було спалене, пограбоване (включно з монастирями та церквами), частина мешканців вбита або забрана у полон. 17 (27) вересня 1668 царські війська підійшли до Чернігова. 19 (29) вересня 1668 — 20 (30) вересня 1668 були захоплені штурмом і спалені Старе і Нове міста, водночас загарбники не змогли взяти Третяк, де продовжував оборонятися козацький гарнізон.
Наказний гетьман Д. Ігнатович, тим часом, перебував у Седневі з кількома козацькими полками. 22 вересня (2 жовтня) 1668 він виступив у бік Чернігова, проте був розбитий московитами, яких очолював Андрій Ромодановський. Відкинувши козаків, син воєводи розорив околиці Седнева та Березної. Ігнатович просив підмоги у Дорошенка, але гетьман зволікав, очікуючи підходу кримськотатарських союзників. 23 вересня (3 жовтня) 1668 між наказним гетьманом і очільником московського війська розпочались таємні перемови. 30 вересня (10 жовтня) 1668 Д. Ігнатович і Г. Ромодановський зустрілися у Салтиковій Дівиці. Наказний гетьман пообіцяв повернутися під московську протекцію в обмін на виведення з України царських залог.
Тим часом, Петро Дорошенко дочекався підмоги від Кримського ханства. Проти Ромодановського він послав потужний корпус, який очолили калга-султан Кирим-Ґерай і наказний гетьман Григорій Дорошенко. Дізнавшись про наближення великих союзних сил, обережний московський воєвода 5 (15) жовтня 1668 знімає облогу з Чернігова та вирушає у бік Путивля. Попереду себе з завданням розвідати розташування ворога він відправляє кінний загін на чолі з сином Андрієм Ромодановським.

## Склад і сили сторін

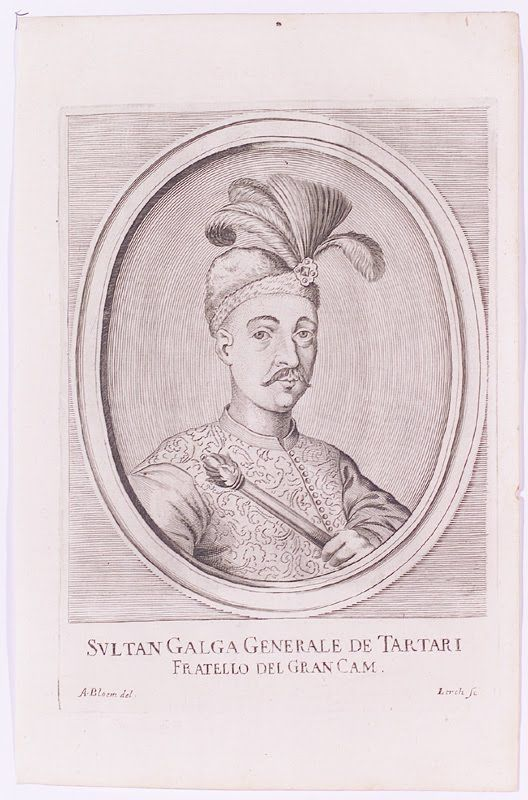
Калга-султан Кирим-Ґерай. Австрійська гравюра 1670-х рр.

Другими воєводами у війську Андрія Ромодановського були Олександр Скуратов (син стольника Петра Скуратова) і Михаїл Толстой (син чернігівського воєводи). Їх супроводжували царський стряпчий Михаїл Головнін, ніжинський протопіп Симеон Адамович, колишній ніжинський полковник Матвій Гвинтовка та ніжинський полковий осавул, брат наказного гетьмана Василь Ігнатович. Останні виконували роль провідників. У складі московського загону було два рейтарських полки, які очолювали полковники Федір Зиков і Степан Зубов, а також – невідома кількість сотень городових дворян і «дітей боярських» (згадані у свідченнях С. Адамовича як «загонные люди боярские»).
Згідно з розписом за червень 1668 року у полку Зикова служило 450 рейтарів, Зубова – 767. Це були професійні військові – найманці, організовані, озброєні та одягнені за західноєвропейським зразком. Городових дворян у війську Григорія Ромодановського було 6,5 тис. (з ними – приблизно стільки ж «бойових холопів»), невідомо яка частина з них входила до передового загону сина воєводи. Ймовірно, з Андрієм Ромодановським було не більше 3 тис. професійних воїнів-кіннотників. 
Чисельність кримської орди у поході під Конотоп сучасники (М. Гвинтовка та С. Адамович) оцінювали у 20 тис. кінних воїнів. Водночас, з інших джерел відомо, що Кримське ханство майже ніколи не виставляло у похід понад 15 тис. вояків за умов, коли кампанію не очолював особисто хан. На чолі кримськотатарського війська стояв калга-султан Кирим-Ґерай – молодший брат хана Аділя-Ґерая, що у 1667 році вже очолював союзні П. Дорошенку загони у західному поході проти Речі Посполитої та битві під Підгайцями.
У корпусі наказного гетьмана Григорія Дорошенка були козаки Полтавського (полковник К. Кублицький), Миргородського (полковник Г. Постоленко), Лубенського (полковник Г. Гамалія) та Брацлавського полків, а також – загін запорожців полковника Олександра Урбановича. На той час один реєстровий полк налічував близько 1,5 тис. козаків (розрахунок на основі даних про чисельність козацького війська у битві під Хухрою у червні 1668 року). Зважаючи на це, чисельність корпусу можна оцінити приблизно у 7 тис. вояків (кінноти та піхоти).

## Перебіг битви
Найбільш детальні свідчення про битву під Гайвороном залишив учасник подій ніжинський протопіп Симеон Адамович, що був одним із провідників московського війська.

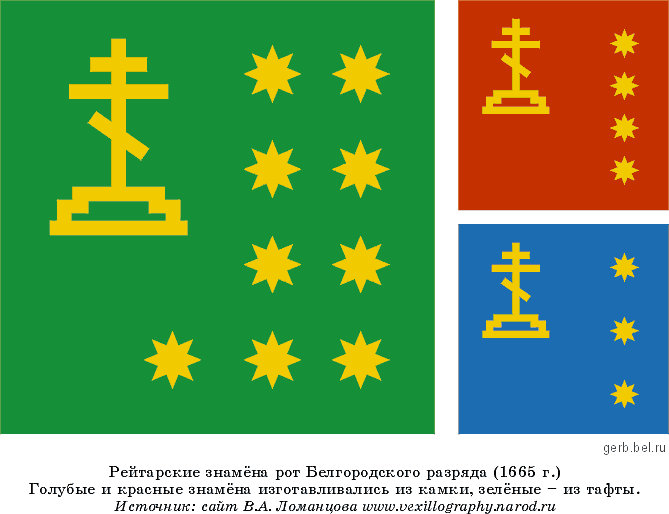
Прапори рейтарських рот «Бєлгородського розряду» війська Московії, 1665 рік

Згідно з його свідченнями, наданими на допиті у воєводи Г. Ромодановського після бою, 10 (20) жовтня 1668 близько опівдні загін Андрія Ромодановського перетнув переправу біля села Гайворона, після чого в полі був атакований татарами та козаками. Напад був таким несподіваним, що московські рейтари не встигли вишикуватися в стрій, їхні порядки були змішані. Частина кинулась тікати через село, але кіннота не могла подолати городи місцевих жителів, що були оточені плотами та ровами. Московити спішились: декотрим вдалося втекти, долаючи рови, інші були затиснуті між ними, знищені або захоплені у полон.
Більше пощастило царським воякам, які відступили до болота, кинувши коней. Татари, не бажаючи спішуватися, лише посипали їх стрілами, не заходячи в трясовину. Дочекавшись настання темряви, близько тисячі (за свідченням Адамовича) московитів «нагих і босих піших» почали рух у бік свого табору. Здолавши близько 10 верст «по пояс» у трясовині, залишки загону Андрія Ромодановського за дві години перед світанком дійшли до своїх головних сил.
У битві була знищена щонайменше половина московського авангарду, у полон потрапили всі троє командувачів (А. Ромодановський, О. Скуратов і М. Толстой), царський стряпчий Головнін і, щонайменше, кількасот рядових вояків. Обидва рейтарських полковники врятувалися, загубивши коней. Лише одиницям московитів (і Василю Ігнатовичу) вдалося вирватися з оточення верхи. Все кінське поголів’я стало здобиччю татар і козаків. Переможцям дісталися й інші багаті трофеї, зокрема – бойові прапори та раніше награбоване московитами у Ніжині та Чернігові.

## Локалізація поля битви
Точне місце бою наразі не встановлене. Церковний діяч і краєзнавець ХІХ ст. Філарет Гумілевський вважав, що московський загін був розгромлений у районі «городка» – місцевості за 5 км на схід від Гайворона (пізніше – село Городок, сучасна назва – село Восьме Березня).

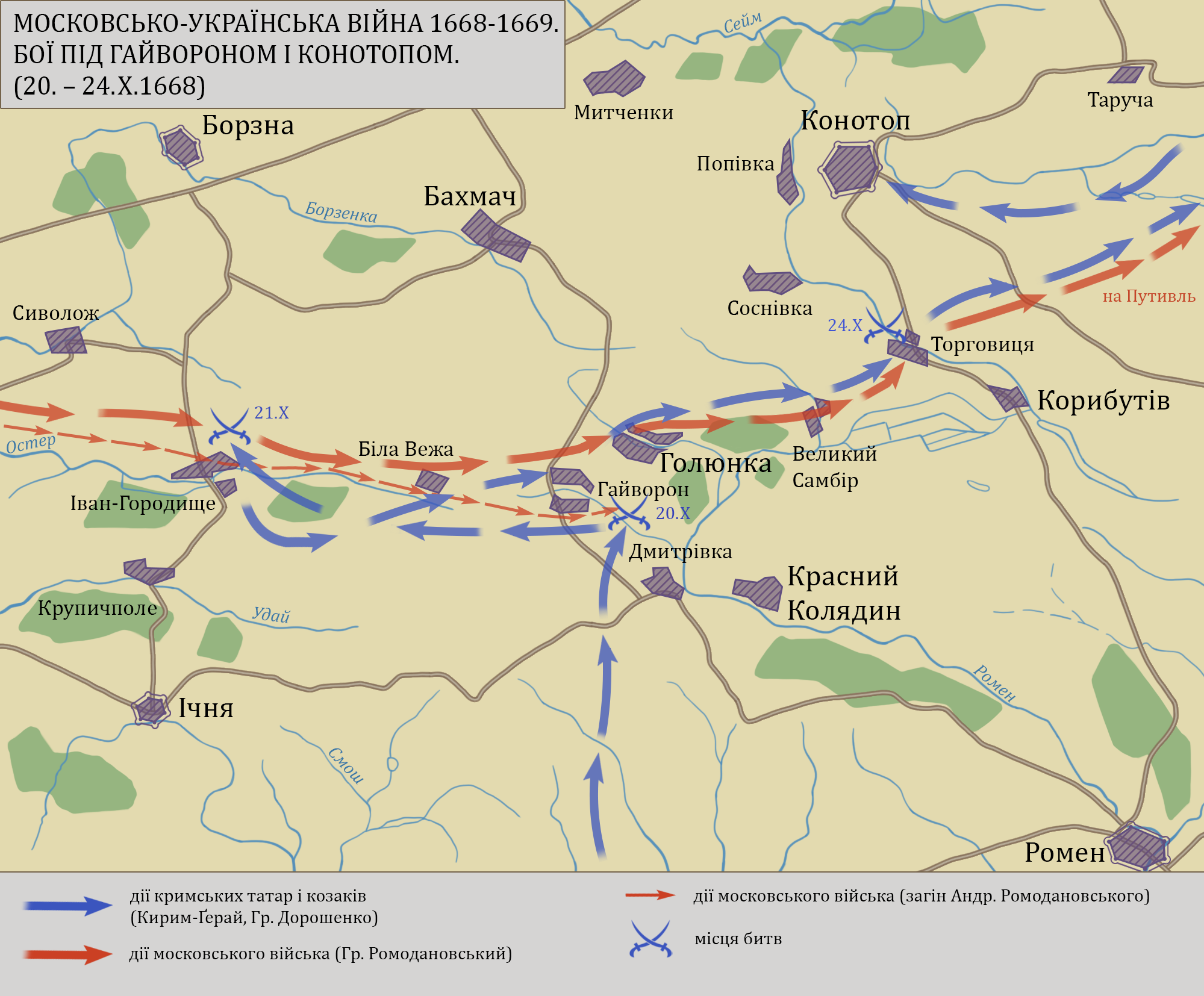
Мапа бойових дій у жовтні 1668 року: пересування військ і приблизні локації битв

Тут за часів Гумілевського знаходився курган, у якому, як припускав дослідник, були поховані вбиті в бою московити. У ХІХ ст. у лісі поруч із «городком» знаходили зброю та деталі кінської упряжі XVII ст.
| В 5 вер[стах] на восток [от села] курган-робленица, иначе называется «городком» [...] В полуверсте от городка еще поныне находится большой лес, в котором есть дубы двух столетий. На восточном боку городка дед нынешнего владельца местности Моисей Сологуб выпахал бердыш с гербом московского царя, две подковы совершенно круглые в виде кренделя без шипов; при внуке Василий Сологуб выораны здесь же секира с дырою, которая служила для привязывания секиры к седлу и две подковы, также круглые, восточные. Как бердыш свидетель тому, что здесь билось московское войско, так круглые подковы говорят о местной битве татар. Название соседней Рубанки также памятник происходившей здесь рубанки-битвы. По летописи с 1668 г. татары, действовавшие вместе с заднепровскими казаками Григория Дорошенка, напали на кн. Ромодановского «у Гайворона», разгромили войско его и взяли в плен сына его кн. Андрея. И так курганы, окружающие Гайворон, скрывают под собою московских воинов, павших в 1668 г. под Гайвороном! Народ помнит эту битву.[5] |
Якщо прийняти версію Ф. Гумілевського як базову, можна припустити, що згадана у свідченнях учасників бою переправа, через яку перейшли московити, була переправою через річку Басанку – притоку Ромена. Водночас, болото, вздовж якого залишки московського загону відступали у бік своїх основних сил (імовірно, у північному або північно-східному напрямку) – це, найвірогідніше, заболочені береги річки Ромен. З’єднання розбитих московитів з військами Г. Ромодановського, таким чином, могло відбутися десь між Голінкою, Дептівкою та Великим Самбором (10-15 км від місця атаки загону А. Ромодановського татарами та козаками).

## Історичні джерела про битву
Розповідь очевидця походу Андрія Ромодановського ніжинського протопопа Симеона Адамовича (скорочено):

| Как переправились в том селе переправу малую, а большая еще впереди была, и в то время учинился шум, и видеть – идут полем люди многие с саблями, и мы все с князь Андреем Григорьевичем Ромодановским постерегли, что чюжие люди, и князь Андрей велел за собою рейтары итти; и рейтары не все было перешли чрез переправу, и трубач в трубу и по литавром долбить учали, а князь Андрей наперед скочил з Гвинтовкою; а при нем немногие люди перед рейтары; и тотчас Орда напала и рейтаром не дали в строй притить, сломали, и учали наши назад уступати, и меня протопопа рейтары меж себя конми затерли… И в том селе около дров и огородов рвы покопаны и плетнем погорожено, нужен переход; не дала Орда переттить, со всех сторон напали меж теми рвами, а яз протопоп никого уж своих не увидел, и с рейтары, которые рвы перешли, побежали на уход к обозом, и Орда за нами погнались. И видя то, что над нашими шеями с саблями гонят, а иных догонячи секут, и я с двемя рейтары, с лошадей сседчи, забежали на болото… И пришед посредь болота, учел смотрить, что Орда меж огородов с рейтары бьетца, а рейтары, пометав лошадей, с обоими полковники, пеши к отводом к болоту идут; а как взошли на болото, и татаровя по обоим сторонам болота по берегам стали… И, дождався ночи, пошли болотом оборонною рукою… А в ту ночь был мороз, болото померзло, человека не держит, шли верст с десять болотом, и нашли впереди человек с двесте своего погрому рейтар и загонных людей… Пошли опять болотом, инде по колено, а инде по пояс, друг друга волокучи, и одва живы от морозу и от грязи пришли… И на том бою в селе Гайвороне я, протопоп, утерял свояка своего Кондрата Коневского, а при нем было денег моих с двадцать пять рублев, и отписки к царскому величеству Нежинского воеводы, да трое коней добрых с седлами и епончами, а я рясу свою верхнюю на лисицах в болоте покинул для того, что тяжко было бегать по болоту. |

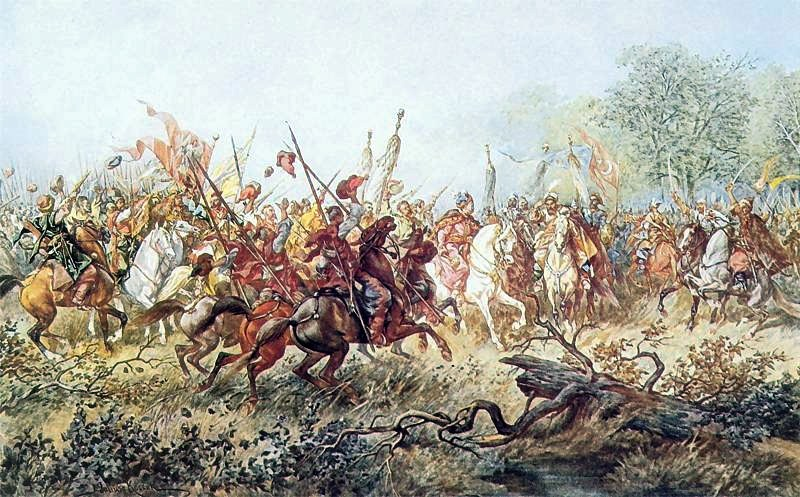
Зустріч козаків із Тугай-Беєм. Картина Юліуша Коссака

З донесення московських рейтарських полковників Ф. Зикова та С. Зубова:
| От тех крымских болших людей и от черкас розбиты… многих побили и поранили, и в полон поимали… Оставшиеся с полковниками и начальными людми отошли болотом наги и боси пеши… Многия болотом ноги познабили, а иные выбрели в Путивль. |
З донесення московського воєводи князя Г. Ромодановського:
| В селе Граворан пришол на них сам калга салтан, да с ним три салтана со всею ордою, и Гришко Дорошенко с черкасы, и в том селе учинили с ними бой, и на том бою ево князь Андрея, и Петрова сына Скуратова, и Андреева сына Толстова, и Михаила Головина взяли, а полковники с рейтары, видячи их многолюдство великое, отошли пеши в болото, и шли болотом верст с 15, и татарове и черкасы шли за ними болотом и приступали жестокими бои.[2] |
Козацький літописець С. Величко помилково називає командувачем козацького війська Петра Суховія, який на той час був обраний запорозьким гетьманом. Полки, що брали участь у бою під Гайвороном, підтримають Суховія пізніше – у листопаді 1668 року:
| Ромодановський, відступивши від Чернігова і прагнучи прискоромити Суховієву сваволю, що все більше розширювалася, та відзначитися з більшою вислугою перед лицем свого монарха, виправив на Суховія свого сина Андрія Ромодановського зі значним числом великоросійського війська. Тоді той княжич Андрій Ромодановський, рушивши від свого батька з військом, зійшовся десь із Суховієвою ордою та учинив із нею сильний бій, однак Бог так зволив, був нею пересилений і до решти розгромлений, а сам узятий у неволю і відданий до рук Нурадину й Калзі-солтану.[6] |
Невідомий автор «Історії Русів» – українського історико-політичного трактату кінця XVIII ст., також припускається хронологічної помилки, ставлячи Гайворонський бій раніше взяття та спалення московитами Ніжина:
| Князь вирядив негайно сина свого проти Татар з великим корпусом; але сей молодий Князь, не з'єднавшися з Многогрішним, а сподіваючись сам здобути славу звитяжця Татар, пішов на них з одним своїм корпусом, і був ними розбитий і взятий у полон біля містечка Гайворон. Батько, не змігши йому допомогти, відомстив скорботу свою на мешканцях Ніжинських, які не пускали до себе нового Воєводи і замкнули проти нього місто. Ромодановський, виваживши міську браму, віддав місто на пограбування своєму військові.[7] |

## Наслідки
Загін Андрія Ромодановського було розгромлено, але вцілілі московські вояки попередили його батька Г. Ромодановського про наближення татарсько-козацьких сил. Воєвода вдався до типової тогочасної оборонної тактики проти легкої кінноти – збудував рухомий вагенбург (табір із возів), і у такій формації продовжив відступ до Путивля. 14 (24) жовтня 1668 кримські татари та козаки атакували московське військо на переправі через річку Куколку біля Пустої Торговиці (поблизу того самого місця, де відбулась Конотопська битва 1659 року). Московити зазнали великих втрат, але втримали стрій та уникнули розгрому: повторити успіх 9-річної давнини союзникам не вдалося. Тактична перемога під Конотопом вже не мала стратегічного значення: «сіверські» полки Гетьманщини на чолі з Д. Ігнатовичем були готові повернутися до царської протекції, а кримський хан, тим часом, розчарувався у союзі з Петром Дорошенком, підтримавши його опонента у боротьбі за булаву – запорозького гетьмана Петра Суховія.
Захоплені у бою під Гайвороном знатні московські командувачі провели у полоні у кримських татар понад 13 років та були звільнені лише після укладення Бахчисарайського миру 1681 року. За князя Андрія Ромодановського татари хотіли отримати 80 тис. талерів: його батько та цар Олексій Михайлович відмовилися платити викуп. Через кілька місяців після звільнення, у травні 1682, А. Ромодановський був вбитий у Москві під час стрілецького бунту.